# Rudolf Růžička (semitolog)
Rudolf Růžička (6. listopadu 1878 Praha – 23. srpna 1957 Praha) byl český orientalista a semitolog, vysokoškolský profesor.

## Život
Narodil se v rodině inkasisty Františka Růžičky (1838) a jeho ženy Barbory rozené Taflové (1842). Měl pět sourozenců: Elišku (1867), Františka (1869),  Stanislava (1872–1946), eubiotičku Eleonoru Paulovou (1880–1940) a Ludvíka (1882).
Po maturitě na gymnáziu v Praze (1898) studoval klasickou a semitskou filologii na Filozofické fakultě Univerzity Karlovy (FF UK).
Od roku 1901 působil na gymnáziích Praze a v Českých Budějovicích a v letech 1906–1907 byl jako stipendista rakouského ministerstva na univerzitách ve Štrasburku a v Berlíně. Roku 1909 habilitoval na FF UK pro obor semitské filologie. Roku 1923 byl jmenován řádným profesorem semitských jazyků. 
Zabýval se hlavně srovnávací fonetikou semitských jazyků a věnoval pozornost i kulturní antropologii zejména doby Muhammadovy. Jeho rozsáhlá monografie Duraid ben As-Simma je věnována jednomu z nejvýznamnějších oponentů Muhammadových a přináší překlady jeho básní i ukázky z další dobové arabské poezie. 
Přednášel hebraistiku, aramejštinu, syrštinu, klasickou i hovorovou arabštinu, starou etiopštinu, semitskou epigrafiku a srovnávací semitistiku. Na FF UK vybudoval semitologický ústav s rozsáhlou knihovnou a publikoval řadu významných prací. Roku 1927 se podílel na založení Orientálního ústavu a byl mezi jeho prvními členy.
Publikoval mj. v Biblische Zeitschrift, Zeitschrift für Assyriologie, Orientalistische Literaturzeitung, Zeitschrift für Semitistik, Wiener Zeitschrift für die Kunde des Morgenlandes, Journal Asiatique.

## Dílo

### Spisy
- Beitrage zur Erklärung der Nomina segolata im Hebräischen (Příspěvky k výkladu nomina segolata v hebrejštině. In: Pojednání Král. české společnosti nauk, 1904)
- Ueber die Existenz des g im Hebräischen (O existenci hlásky g v hebrejštině. In: Zeitschrift fïr Assyriologie, 1907)
- Konsonantische Dissimilation in d. semitischen Sprachen (Konsonantní disimilace v semitských jazycích. In: Beiträge zur Assyriologie u. vergl. semitischen Sprachwissenschaft, Leipzig: J. C. Hinrichs, 1909)
- Die Wurzel rʿ in den semitistischen Sprachen – Strassburg: Trübner, 1910
- Zur Etymologie von ʿadar und gadar – Strassburg: Trübner, 1912
- Duraid ben Aş-Şimma: obraz středního Hidžâzu na úsvitě islamu I.–III. Praha: Česká akademie věd a umění, 1925–1930

### Překlad
Pohádka o Nfésovi – neznámý autor tripolský; z arabštiny; in 1000 nejkrásnějších novel... č. 47. Praha: J. R. Vilímek, 1913